# Acheta
Genre
Acheta est un genre d'insectes orthoptères de la famille des Gryllidae, de la sous-famille des Gryllinae et dont les espèces sont généralement appelées grillons.

## Liste des espèces
Selon GBIF (1er février 2024) :
- Acheta angustiusculus Gorochov, 1993
- Acheta arabicus Gorochov, 1993
- Acheta brevipennis Chopard, 1963
- Acheta chudeaui (Chopard, 1927)
- Acheta confalonierii (Capra, 1929)
- Acheta domesticus (Linnaeus, 1758)
- Acheta gossypii (Costa, 1855)
- Acheta hispanicus Rambur, 1838
- Acheta latiusculus Gorochov, 1993
- † Acheta marioni Théobald, 1937
- Acheta meridionalis (Uvarov, 1921)
- Acheta pachycephalus (Karsch, 1893)
- Acheta pulchellus Gorochov, 2017
- Acheta rufopictus Uvarov, 1957
- Acheta svatoshi Gorochov, 1988
- Acheta turcomanoides Gorochov, 1993
- Acheta turcomanus Gorochov, 1978

## Galerie

Espèces d'Acheta vivantes.
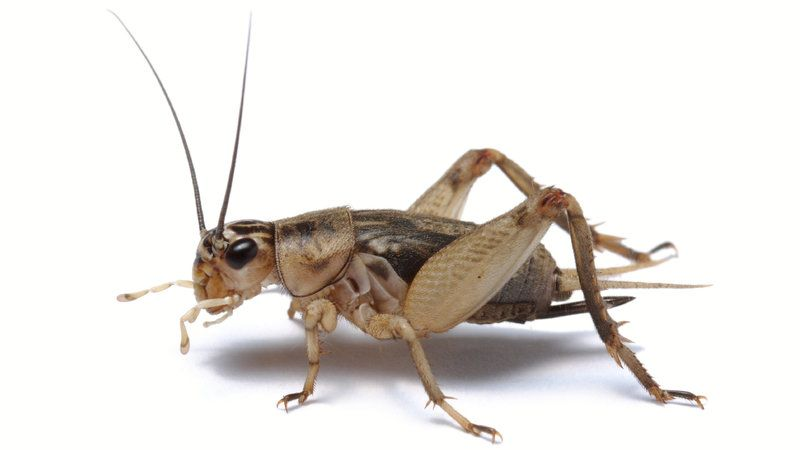
Acheta domesticus - vue de profil
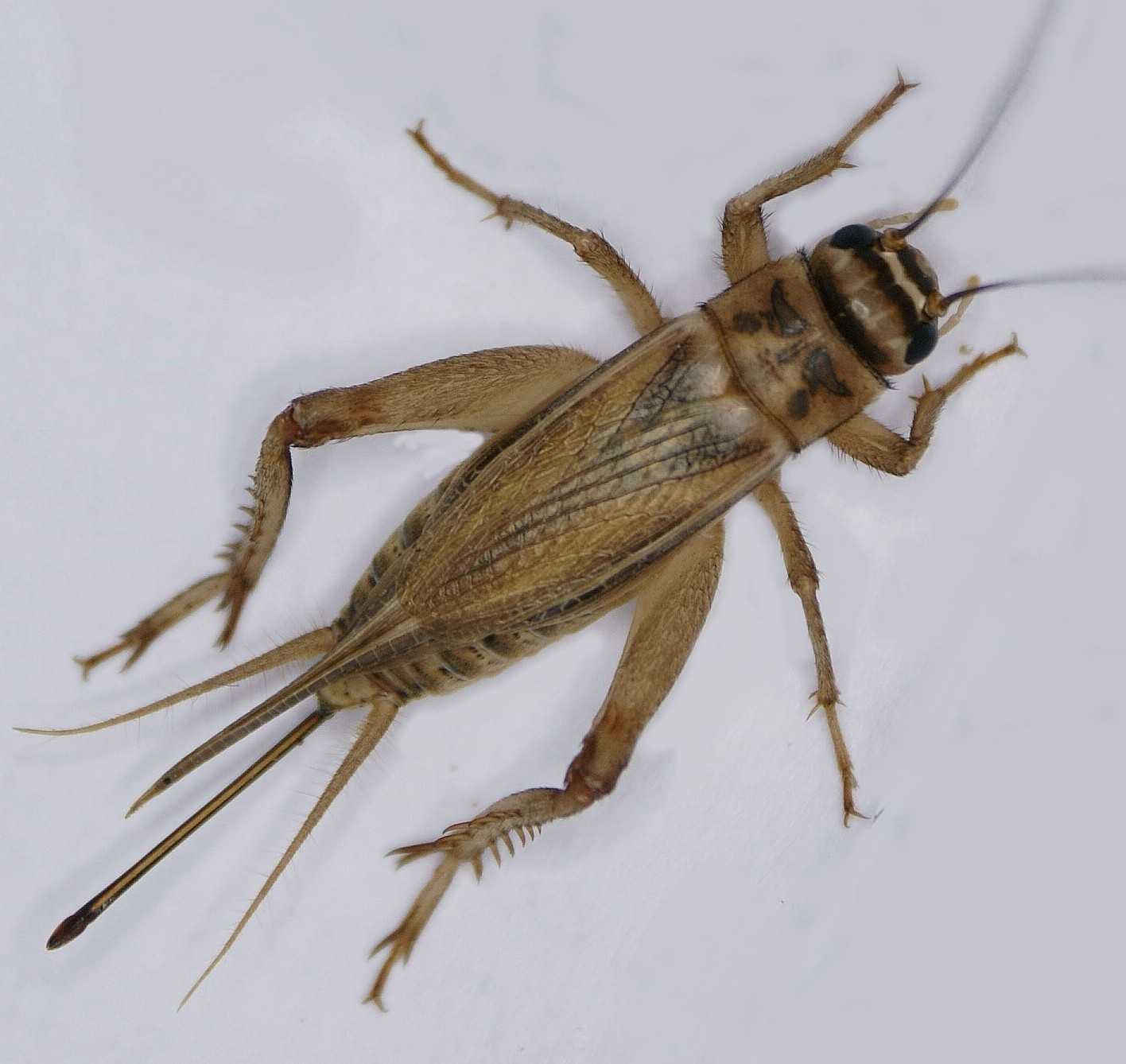
Acheta domesticus - vue de dessus
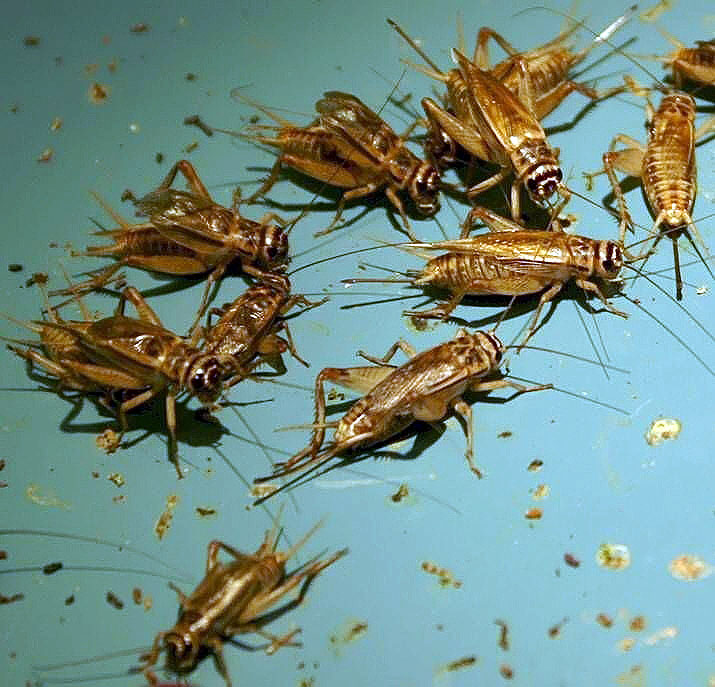
Acheta domesticus
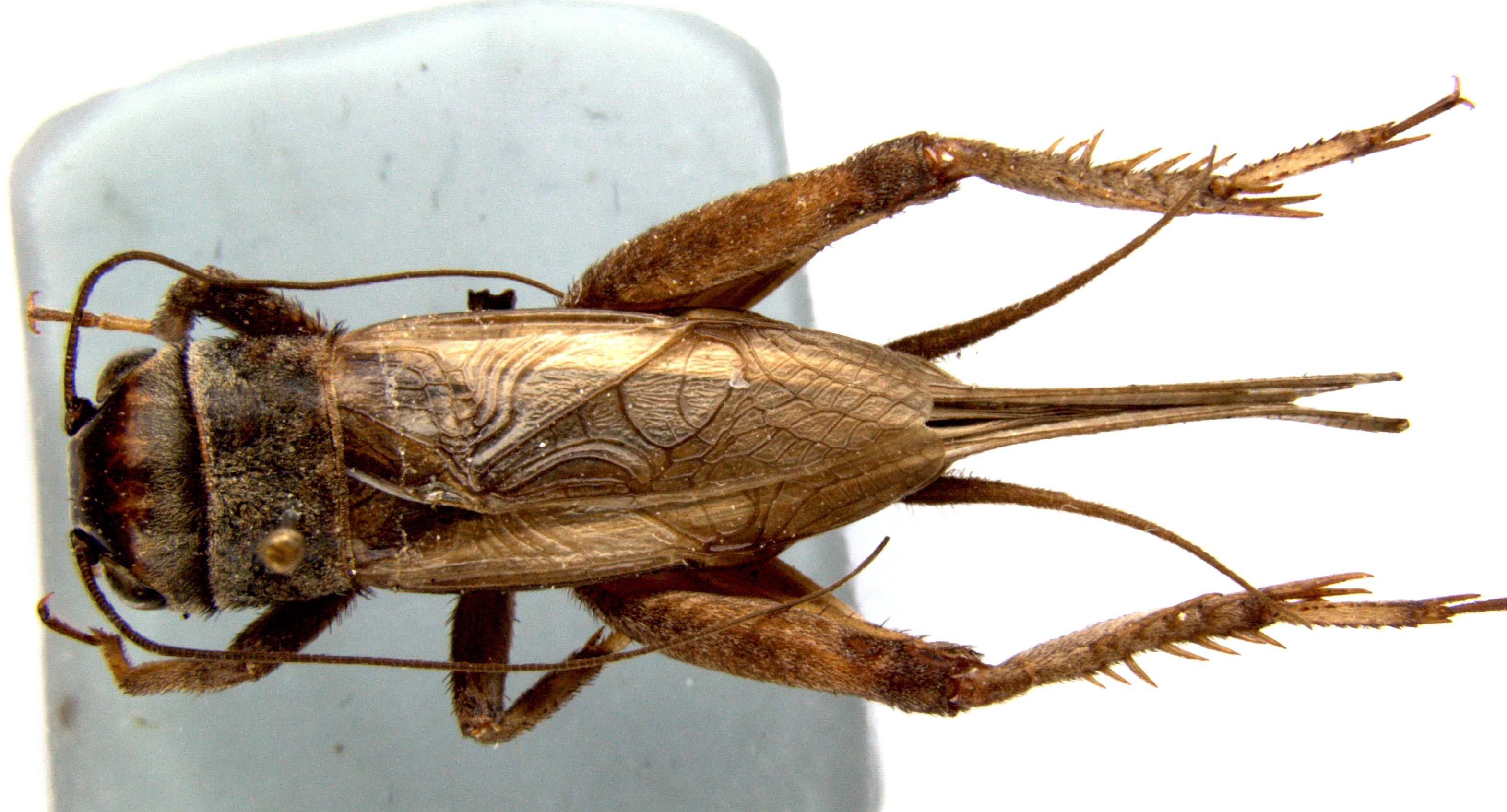
Acheta hispanicus

## Classification
Selon les sources ce genre a été créé soit par Johan Christian Fabricius en 1775 soit par Carl von Linné en 1758. À noter que les sources mentionnant Fabricius sont les plus nombreuses et que le genre Acheta Linnaeus, 1758 n'a qu'une validité douteuse
Acheta a pour synonyme :
- Gryllulus Uvarov, 1935

## Publications originales
- (la) J. C. Fabricius. 1775. Systema Entomologiae, Sistens Insectorum Classes, Ordines, Genera, Species Adiectis Synonymis, Locis, Descriptionibus, Observationibus, p. 1-832
- (la) Linnaeus, 1758 : Systema naturæ per regna tria naturæ, secundum classes, ordines, genera, species, cum characteribus, differentiis, synonymis, locis. Editio decima reformata, Holmiæ, Impensis direct. Laurentii Salvii (Salvius publ.), p. 425